# Росон Маршал Тербер
Росон Маршал Тербер (енгл. Rawson Marshall Thurber; Сан Франциско, 9. фебруар 1975) амерички је редитељ, продуцент, сценариста и глумац. Најпознатији је по режирању филмова Између две ватре, Ми смо Милерови, Обавештајци и Небодер.

## Филмографија
| Година | Српски назив        | Изворни назив | Редитељ | Сценариста | Продуцент |
| ------ | ------------------- | ------------- | ------- | ---------- | --------- |
| 2004.  | Између две ватре    |               | Да      | Да         | Не        |
| 2008.  | Мистерије Питсбурга |               | Да      | Да         | Да        |
| 2013.  | Ми смо Милерови     |               | Да      | Не         | Не        |
| 2016.  | Обавештајци         |               | Да      | Да         | Не        |
| 2018.  | Небодер             |               | Да      | Да         | Да        |
| 2021.  | Црвена потерница    |               | Да      | Да         | Да        |

### Глумачке заслуге
| Година | Српски назив           | Изворни назив | Улога                          |
| ------ | ---------------------- | ------------- | ------------------------------ |
| 2004.  | Између две ватре       |               | ддвратни хомофоб из Лас Вегаса |
| 2007.  | Деветке                |               | гост ноћи игара                |
| 2010.  | Девојка на лошем гласу |               | квизинос                       |
| 2013.  | Ми смо Милерови        |               | ултимативни гранични чувар     |
| 2016.  | Обавештајци            |               | згодни хватач панталона        |